# Parathurammininae
Parathurammininae es una subfamilia de foraminíferos bentónicos de la Familia Parathuramminidae, de la Superfamilia Parathuramminoidea y del Orden Fusulinida. Su rango cronoestratigráfico abarca desde el Wenlockiense (Silúrico medio) hasta el Viseense (Carbonífero inferior).

## Clasificación
Parathurammininae incluye a los siguientes géneros:
- Cribrosphaeroides †
- Parathurammina †
- Parathuramminites †
- Saltovskajina †

Otros géneros considerados en Parathurammininae son:
- Bullella †
- Bykovaella †
- Cribrosphaera †, sustituido por Cribrosphaeroides
- Kolongella †, aceptado como Parathurammina
- Neoivanovella †, aceptado como Salpingothurammina
- Paralagena †
- Polygonella †, aceptado como Salpingothurammina
- Radiosphaerella †, aceptado como Salpingothurammina
- Salpingothurammina †, aceptado como subgénero de Parathurammina, Parathurammina (Salpingothurammina)
- Sibiriella †, aceptado como Parathuramminites
- Suleimanovella †, aceptado como Parathuramminites